# Vufflens-la-Ville
Vufflens-la-Ville é uma comuna da Suíça, situada no distrito de Gros-de-Vaud, no cantão de Vaud. Tem 5,29 km² de área e sua população em 2018 foi estimada em 1.298 habitantes.